# Куликов, Василий Васильевич
Василий Васильевич Куликов (1912 — 1979) — советский государственный и политический деятель, государственный советник юстиции 1-го класса.

## Биография
Родился в 1912 году в Симбирске. Член КПСС с 1939 года.
С 1932 года — на хозяйственной, общественной и политической работе. В 1932—1977 гг. — народный следователь прокуратуры Николаевского-на-Амуре района, следователь прокуратуры, помощник прокурора Нижие-Амурского округа Хабаровского края, В 1934—1936 красноармеец Амурской краснознаменной флотилии, следователь прокуратуры участка Московской железной дороги (Тамбов, Мичуринск, Москва), помощник прокурора Московско-Рязанской железной дороги, прокурор уголовно-судебного отдела, начальник отдела общего надзора, начальник отдела по спецделам, начальник уголовно-судебного отдела, начальник отдела кадров Главной прокуратуры железнодорожного транспорта, заместитель главного прокурора железнодорожного транспорта, инструктор Административного отдела, заместитель заведующего подотделом, заведующий сектором органов юстиции и прокуратуры Отдела административных и торгово-финансовых органов ЦК КПСС, заведующий сектором органов юстиции и прокуратуры Административного отдела ЦК КПСС, заместитель генерального прокурора СССР, начальник Управления кадров Прокуратуры СССР, первый заместитель председателя Верховного суда СССР и председатель Коллегии по гражданским делам Верховного суда СССР.
Умер в Москве в 1979 году. Похоронен на Новокунцевском кладбище в Москве.